# Madonna col Bambino tra i santi Pietro, Romualdo, Benedetto e Paolo
La Madonna col Bambino tra i santi Pietro, Romualdo, Benedetto e Paolo è un dipinto a olio su tavola (206x135 cm) di Cima da Conegliano, databile al 1504 conservato presso il Gemäldegalerie, Staatliche Museen a Berlino.